# Yakimovo (huyện)
Yakimovo là một huyện thuộc tỉnh Montana, Bungaria. Dân số thời điểm năm 2001 là 5885 người.